# Anton Ivšek
Anton Ivšek, slovenski kipar, deloval 1750 ~ 1800.

## Življenje in delo
Ivšek je bil kipar samouk. Po letu 1770 je bival v Laškem: Iz tega obdobja so znana nasledjna dela: glavni oltar v župnijski cerkvi v zaselku Svetinje (Župnija Svetinje), glavni oltar Marijine cerkve v Marija Gradcu (ok. 1776), oltar sv. Jurija (1795) in kip sv. Martina v župnijski cerkvi sv. Martina v Laškem (Župnija Laško).